# Finn Björnulfson

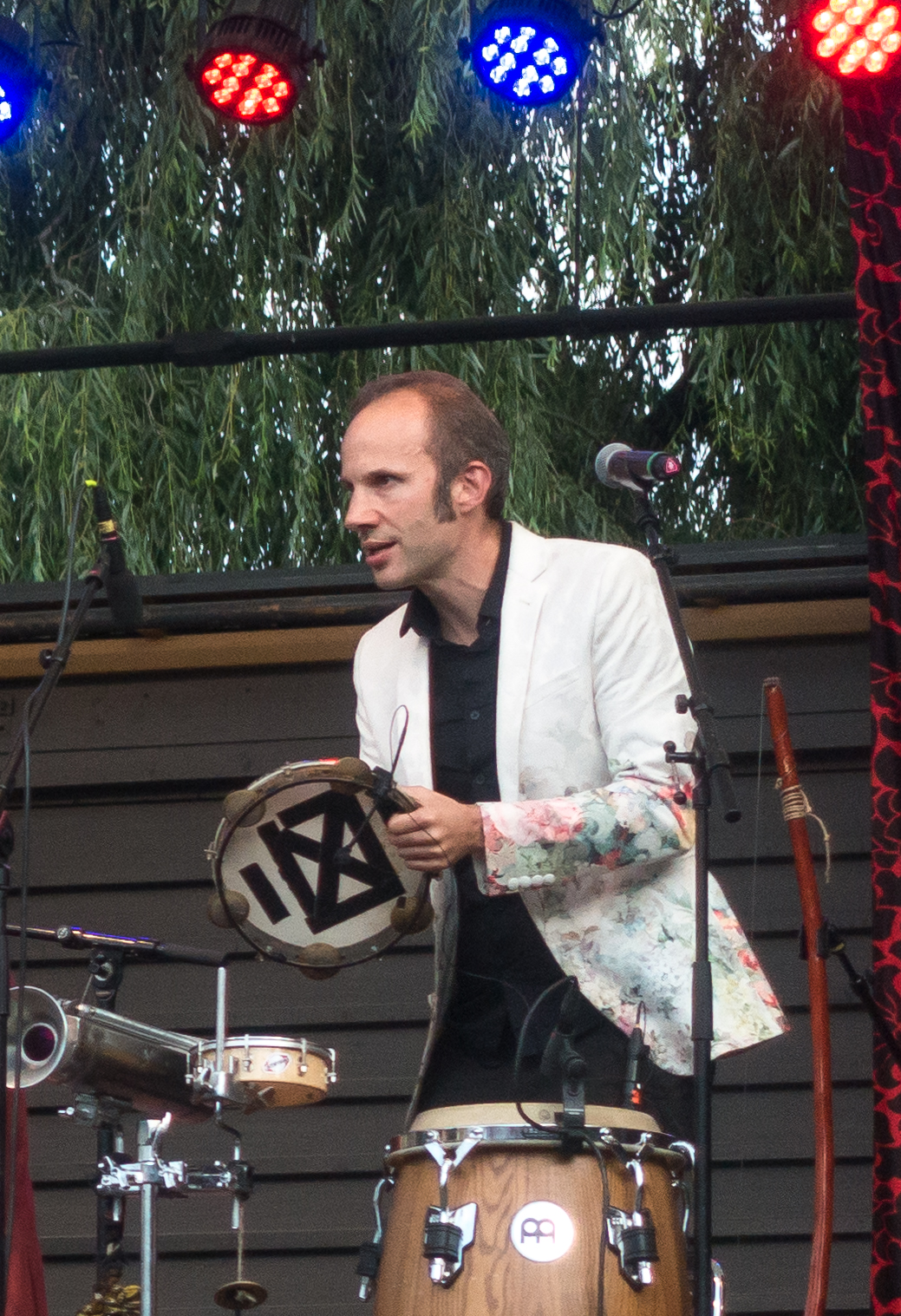
Finn Björnulfson under en konsert med Miriam Aïda i Kungsträdgården i Stockholm den 23 augusti 2019.

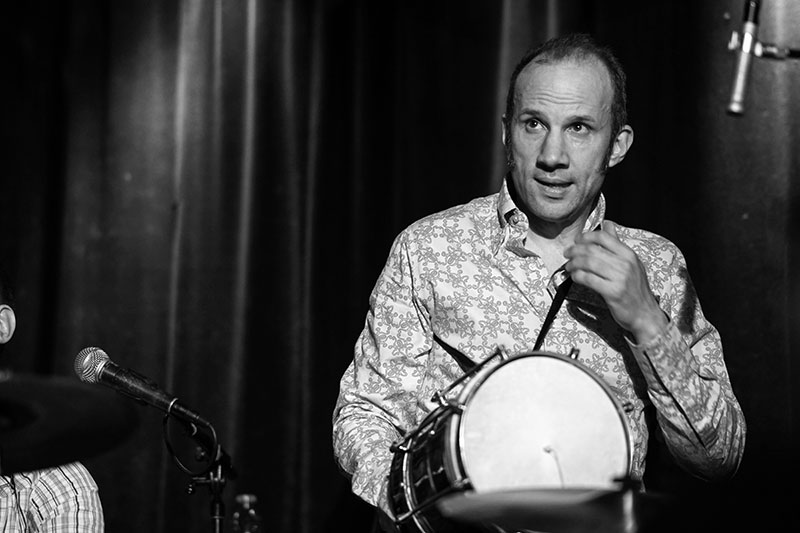
Finn Björnulfson @ A-Train Club, Berlin 2018.

Finn Björnulfson, född 28 december 1972, är en svensk musiker (percussionist), mest känd som slagverkare i Håkan Hellströms kompband sedan 2001. Han spelar sedan 2017 i bandet Bongo Riot tillsammans med Lars-Erik "Labbe" Grimelund. Han arbetar även som frilansmusiker och har arbetat med bland annat Miriam Aïda, José González, Timbuktu, och Fibes, Oh Fibes!.
Björnulfson är en av Sveriges främsta utövare av brasilianskt slagverk samt sambamusik, vilket han även håller workshops inom. Han har även spelat tillsammans med brasilianska sambaskolor.

## Diskografi i urval
Med Håkan Hellström
- 2002 – Luften bor i mina steg
- 2002 – Det är så jag säger det
- 2005 – Ett kolikbarns bekännelser
- 2005 – Nåt gammalt, nåt nytt, nåt lånat, nåt blått
- 2010 – 2 steg från Paradise
- 2014 – Håkan boma ye!

Med Bongo Riot
- 2022 - Os Ovos Da Morte (singel)
- 2022 - Meu Caminho (singel)

Med Timo Räisänen
- 2005 – Lovers Are Lonely

Med Daniel Gilbert
- 2009 – New African Sports, Soul Café Club No 1

Med Jaqee
- 2005 – Blaqalixious

Med Hellsongs
- 2008 – Hymns in the Key of 666

Med Miriam Aïda
- 2014 – É de lei!